# Open House (Christmas EP)
Open House es un EP navideño de la cantante cristiana Jaci Velasquez, lanzado a finales de octubre del 2007. El EP contiene 3 temas de los cuales 2 son tradicionales de la época navideña y una (Quiet Christmas Night) es inédita.

## Canciones
1. It Came Upon A Midnight Clear
2. Quiet Christmas Night
3. Auld Lang Syne

## Sencillos
1. Auld Lang Syne[1]